# Inverseur (véhicule)
Un inverseur est une configuration permettant à un véhicule de rouler facilement en marche arrière grâce à la présence d'un second conducteur dos au sens normal de marche.
Pour un véhicule de combat, ce dispositif permet de décrocher rapidement face à l'ennemi. Il est notamment adopté sur des automitrailleuses de la Première Guerre mondiale et de l'entre-deux-guerres.

## Véhicules militaires équipés d'un inverseur
- White TBC et ses dérivés : Laffly 50 AM et Laffly 80 AM
- Panhard 165/175
- Schwerer Panzerspähwagen
- Steyr ADGZ
- Panhard 178
- Automitrailleuse Gendron-Somua
- Engin blindé de reconnaissance